# Raggruppamento Democratico
Il Raggruppamento Democratico o Raduno Democratico (Δημοκρατικός Συναγερμός, DISY) è un partito politico cipriota.
Disy è stato fondato da Glafkos Klerides nel 1976. Disy è un partito cristiano-conservatore basato sui principi europeisti, membro del Partito Popolare Europeo.

## Storia

### Dal 1976 al 2003
Disy raccolse la componente conservatrice del Fronte patriottico, che alle elezioni del 1960 aveva raccolto il 56% dei voti ed aveva eletto 30 deputati su 35. Già alle successive elezioni del 1970 il Fronte, però, si era diviso in varie componenti. Alle elezioni del 1976, Disy ottenne il 27% dei voti, ma a causa del sistema elettorale non elesse alcun seggio. Risultò, infatti, vincitrice la lista unitaria composta dai centristi del DIKO, dai socialdemocratici del Kisos e dai comunisti dell'Akel, con oltre il 70% dei voti e 34 seggi su 35. Alle politiche successive del 1981 il Disy ottenne il 31,89% dei voti ed elesse 11 deputati. Alle elezioni successive i cristiano-conservatori hanno raccolto un consenso compreso fra il 33,6 ed il 35,8%, eleggendo, in tal modo, sempre tra i 19 ed i 20 deputati. Alle elezioni del 1993 i cristiano-conservatori ottennero l'elezione del proprio fondatore Glafkos Klerides alla Presidenza della Repubblica. L'elezione è stata confermata nel 1998, ma non nel 2003, quando Klerides è stato battuto da Tassos Papadopoulos del Diko, ma sostenuto anche da socialdemocratici e comunisti.

### Dal 2004 in poi
Alle elezioni europee del 2004, le prime per i ciprioti, il Disy ha ottenuto il 28% dei voti. Il calo rispetto al consenso delle politiche fu dovuto alla presenza della lista "Per l'Europa", composta da ex cristiano-conservatori, che ottenne il 10,8% dei consensi. Alle elezioni politiche del 2006, però, i cristiano-conservatori sono scesi al 30,3%, eleggendo 18 deputati. Il Disy è risultato il primo partito alle elezioni politiche del 2011, ottenendo il 34,28% delle preferenze, e battendo di poco i comunisti dell'AKEL. Tuttavia, il Disy, con 20 deputati, non avendo i numeri per ottenere la maggioranza in parlamento, è stato costretto a ricorrere all'appoggio del DIKO.

## Ideologia
Il DISY è diviso tra un'ala nazionalista greca e violentemente anticomunista e una dalla tendenza liberale. Il programma del partito si basa principalmente sul libero scambio, sulla riduzione delle imposte dirette (imposta sulle società o sul reddito) e sull'aumento delle imposte indirette (soprattutto sulle imposte sui consumi), sulla riduzione del deficit pubblico, sul sostegno alla politica estera degli Stati Uniti e della NATO. La sua base elettorale è costituita principalmente dalla classe media, dagli uomini d'affari e dai colletti bianchi.

## Risultati elettorali
| Elezione          | Voti    | %     | Seggi   |
| ----------------- | ------- | ----- | ------- |
| Parlamentari 1976 | 63.266  |       | 0 / 35  |
| Parlamentari 1981 | 92.886  |       | 12 / 35 |
| Parlamentari 1985 | 107.223 |       | 19 / 56 |
| Parlamentari 1991 | 122.495 |       | 20 / 56 |
| Parlamentari 1996 | 127.380 |       | 20 / 56 |
| Parlamentari 2001 | 139.721 |       | 19 / 59 |
| Europee 2004      | 94.355  |       | 2 / 6   |
| Parlamentari 2006 | 127.776 |       | 18 / 56 |
| Europee 2009      | 109.209 |       | 2 / 6   |
| Parlamentari 2011 | 138.682 |       | 20 / 56 |
| Europee 2014      | 97.732  |       | 2 / 6   |
| Parlamentari 2016 | 107.825 |       | 18 / 56 |
| Europee 2019      | 81.539  |       | 2 / 6   |
| Parlamentari 2021 | 99.328  | 27,77 | 17 / 56 |
| 1.                |         |       |         |

| Elezione           | Elezione           | Candidato          | Voti    | %     | Esito                |
| ------------------ | ------------------ | ------------------ | ------- | ----- | -------------------- |
| Presidenziali 1983 | I turno            | Glafkos Klerides   |         |       | ❌ Non eletta/o (2º) |
| Presidenziali 1983 | II turno           | Glafkos Klerides   | 104.294 |       | ❌ Non eletta/o (2º) |
| Presidenziali 1988 | I turno            | Glafkos Klerides   |         |       | ❌ Non eletta/o (2º) |
| Presidenziali 1988 | II turno           | Glafkos Klerides   | 157.228 |       | ❌ Non eletta/o (2º) |
| Presidenziali 1993 | I turno            | Glafkos Klerides   |         |       | ✔️ Eletta/o          |
| Presidenziali 1993 | II turno           | Glafkos Klerides   | 178.945 |       | ✔️ Eletta/o          |
| Presidenziali 1998 | I turno            | Glafkos Klerides   |         |       | ✔️ Eletta/o          |
| Presidenziali 1998 | II turno           | Glafkos Klerides   | 206.879 |       | ✔️ Eletta/o          |
| Presidenziali 2003 | Presidenziali 2003 | Glafkos Klerides   | 160.724 |       | ❌ Non eletta/o (2º) |
| Presidenziali 2008 | I turno            | Ioannis Kasoulidis | 150.016 | 33,29 | ❌ Non eletta/o (2º) |
| Presidenziali 2008 | II turno           | Ioannis Kasoulidis | 210.195 | 46,63 | ❌ Non eletta/o (2º) |
| Presidenziali 2013 | I turno            | Nikos Anastasiadīs | 200.591 | 45,46 | ✔️ Eletta/o          |
| Presidenziali 2013 | II turno           | Nikos Anastasiadīs | 236.965 | 57,48 | ✔️ Eletta/o          |
| Presidenziali 2018 | I turno            | Nikos Anastasiadīs | 137.268 | 35,31 | ✔️ Eletta/o          |
| Presidenziali 2018 | II turno           | Nikos Anastasiadīs | 215.281 | 55,99 | ✔️ Eletta/o          |